# Ардашево (Башкортостан)
Ардашево (баш. Әрҙәш) — деревня в Бураевском районе Башкортостана, входит в состав Тепляковского сельсовета.  

## Население
| 2002 | 2009 | 2010 |
| ---- | ---- | ---- |
| 76   | ↘62  | ↘55  |

Согласно переписи 2002 года, преобладающая национальность — башкиры (82 %).

## География
Возле Ардашево находилась деревня Александровка, упраздненная в 2005 году.

### Географическое положение
Расстояние до:
- районного центра (Бураево): 28 км,
- центра сельсовета (Тепляки): 6 км,
- ближайшей ж/д станции (Янаул): 96 км.